# Halipeurus turtur
Halipeurus turtur är en insektsart som beskrevs av Edwards 1961. Halipeurus turtur ingår i släktet Halipeurus och familjen fjäderlöss. Inga underarter finns listade i Catalogue of Life.